# Arçay (Vienne)
Arçay è un comune francese di 409 abitanti situato nel dipartimento della Vienne nella regione della Nuova Aquitania.

## Società

### Evoluzione demografica
Abitanti censiti